# Lepioszka

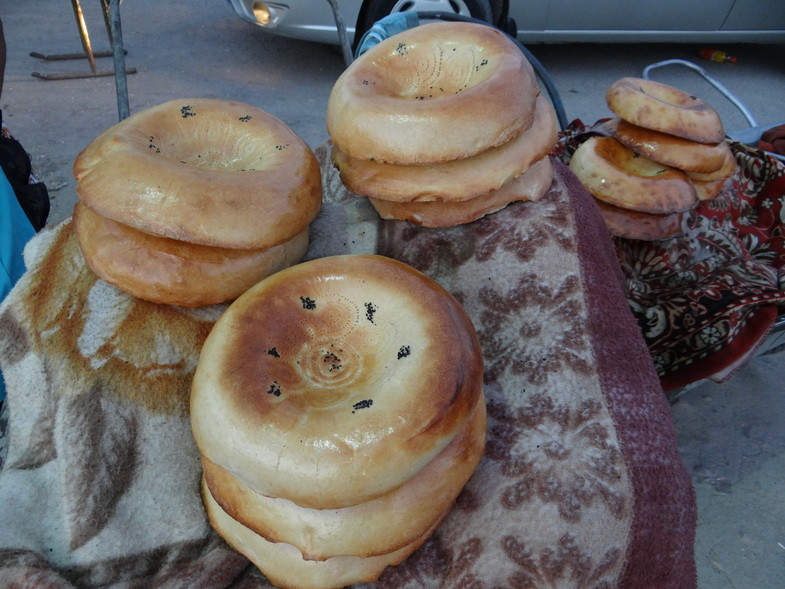
Samarkandzkie lepioszki.

Lepioszka (ros. лепёшка) – rodzaj tradycyjnego chleba popularnego w Azji Środkowej (szczególnie w Kazachstanie, Kirgistanie, Tadżykistanie, Turkmenistanie i Uzbekistanie). Wyrabia się go z mąki, wody i tłuszczu, bez dodatku drożdży. Na wyrobionym cieście odciska się wzór i przykleja się je do wewnętrznej części glinianego pieca. Po kwadransie pieczywo jest już gotowe. Jeśli nie – ciężko odkleić je od pieca. Na jego bazie są czasem robione zupy, na przykład z dodatkiem kopru.

## Galeria

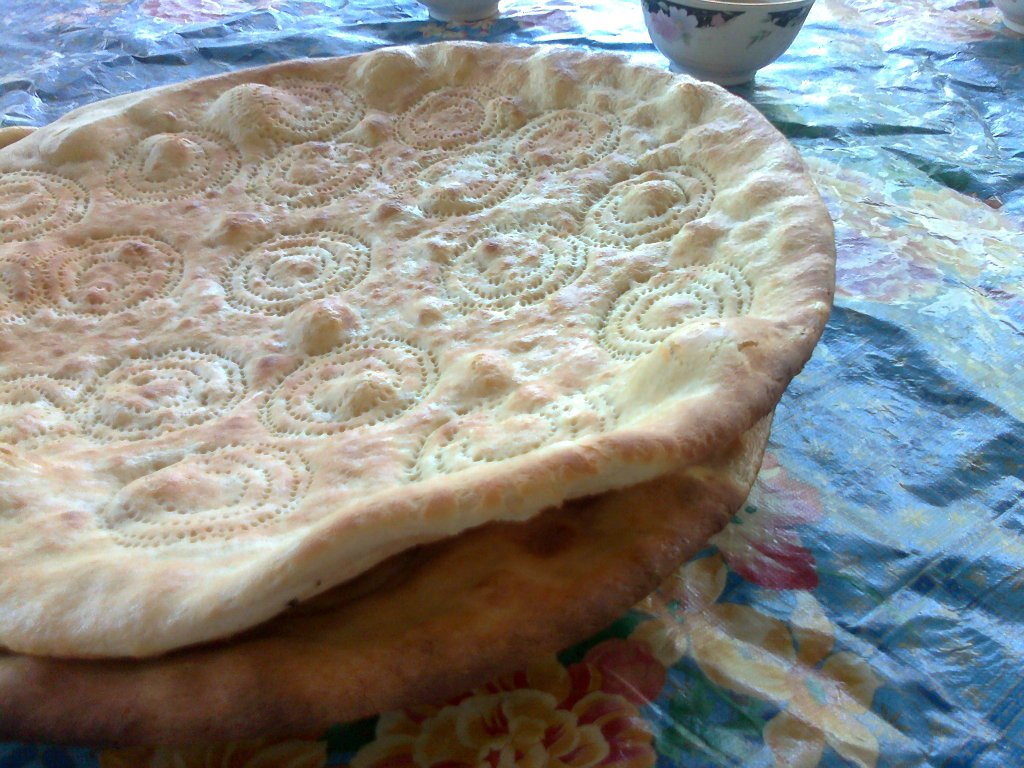
Chorezmijski patyr-nan.
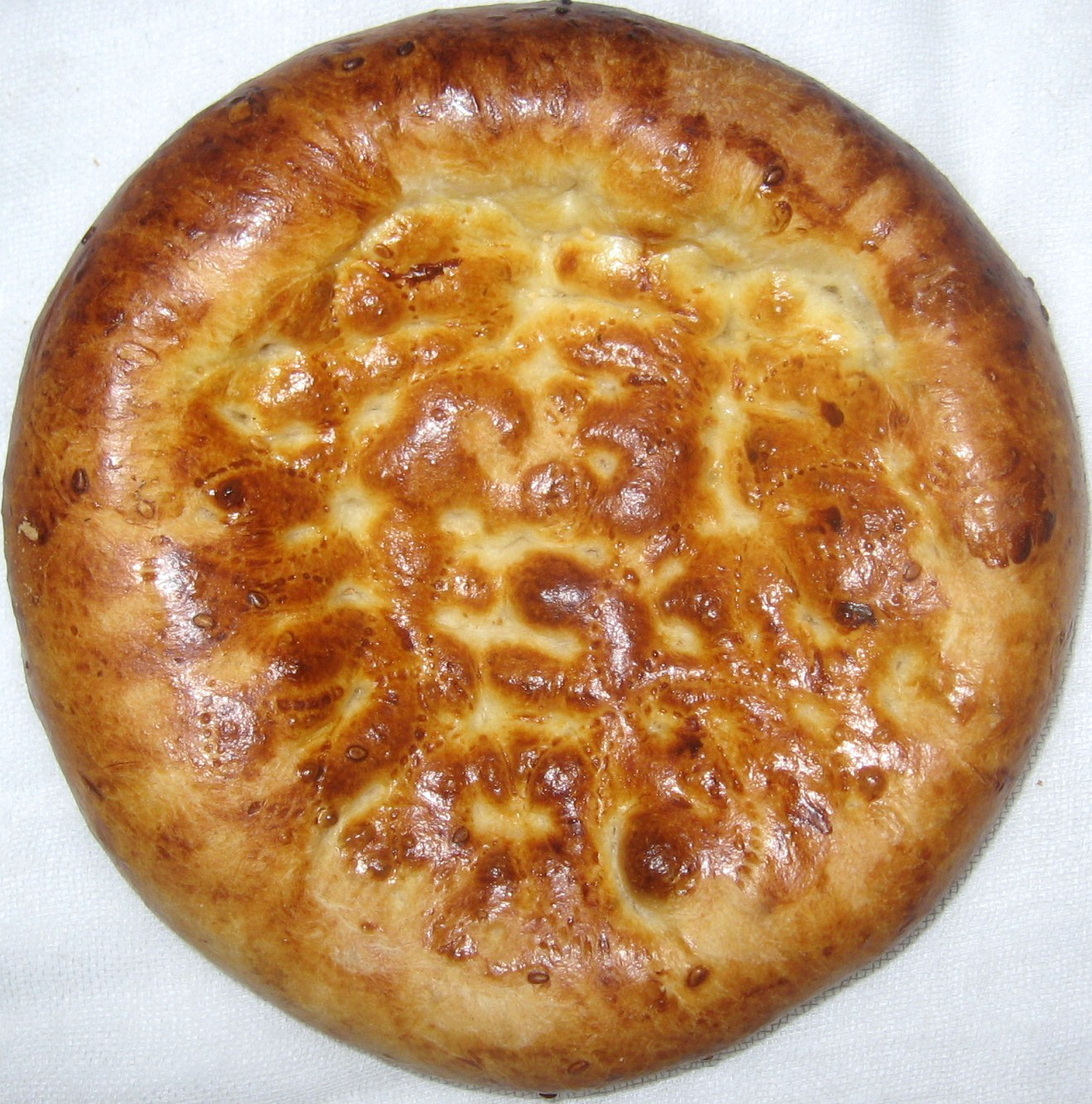
Ujgurski (kichik) pitir nan z pieca tandoor.
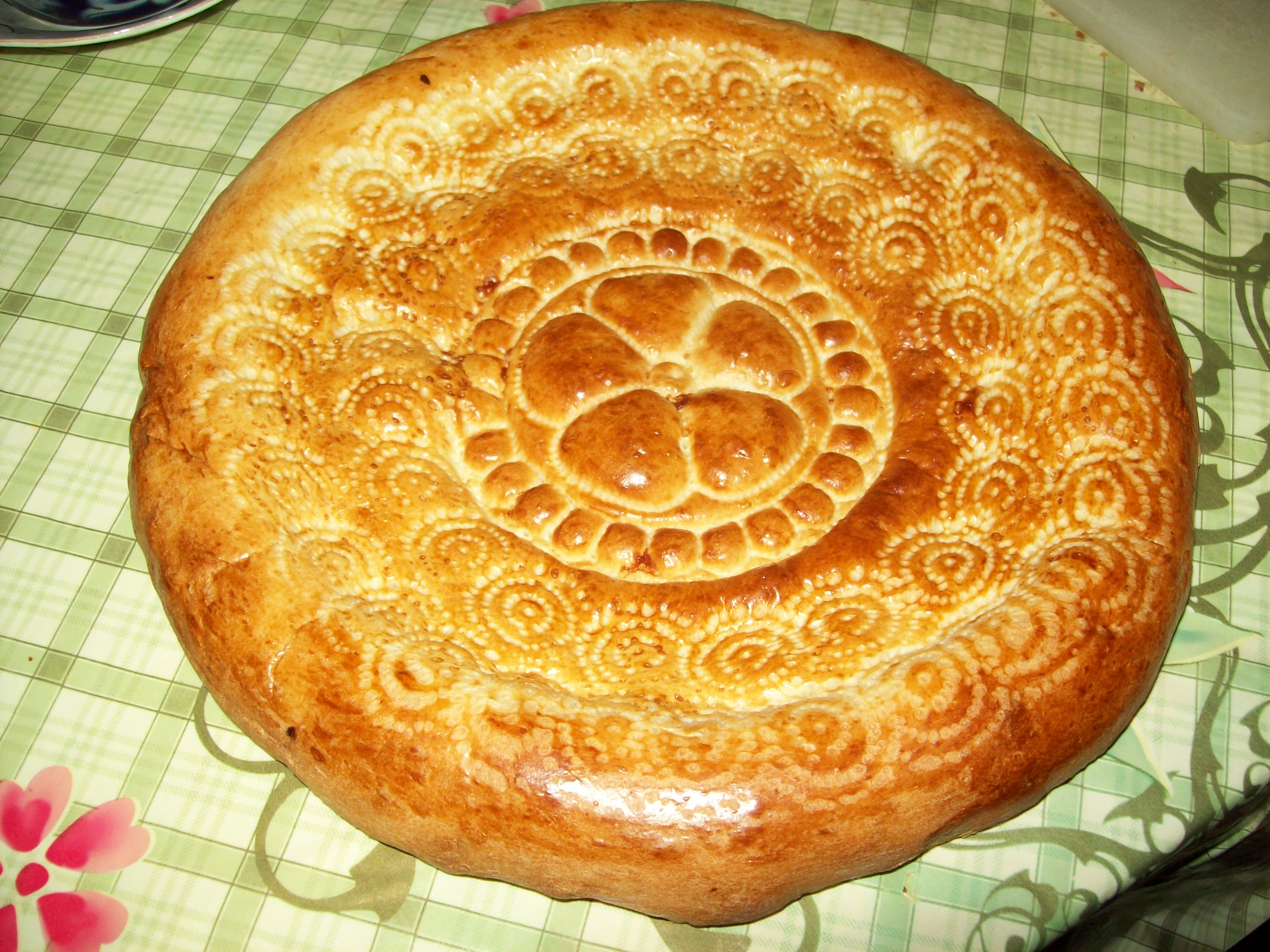
Uzbecki tandyr nan.
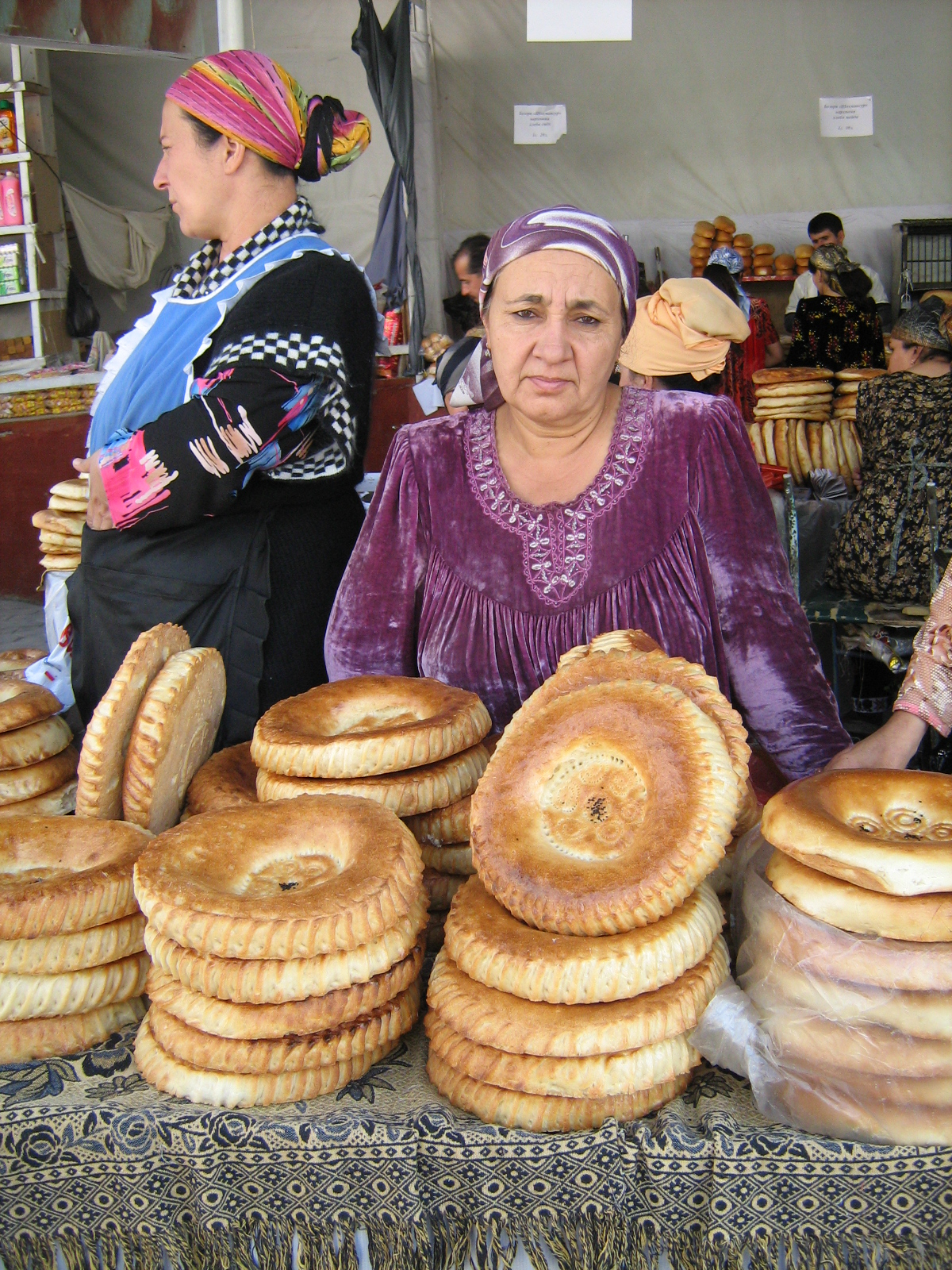
Stoisko z lepioszkami w Duszanbe.
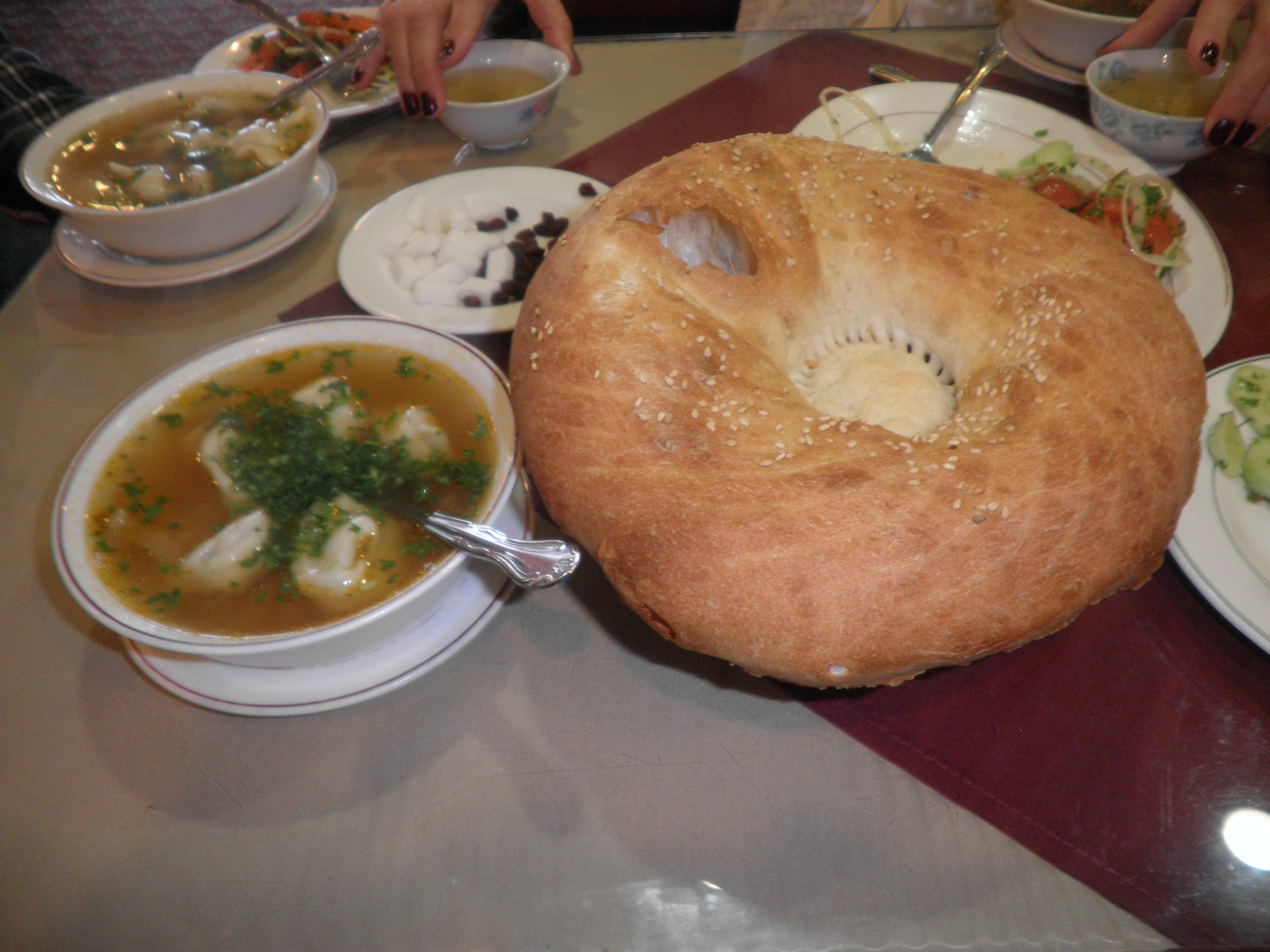
Lepioszka na bucharskim stole.
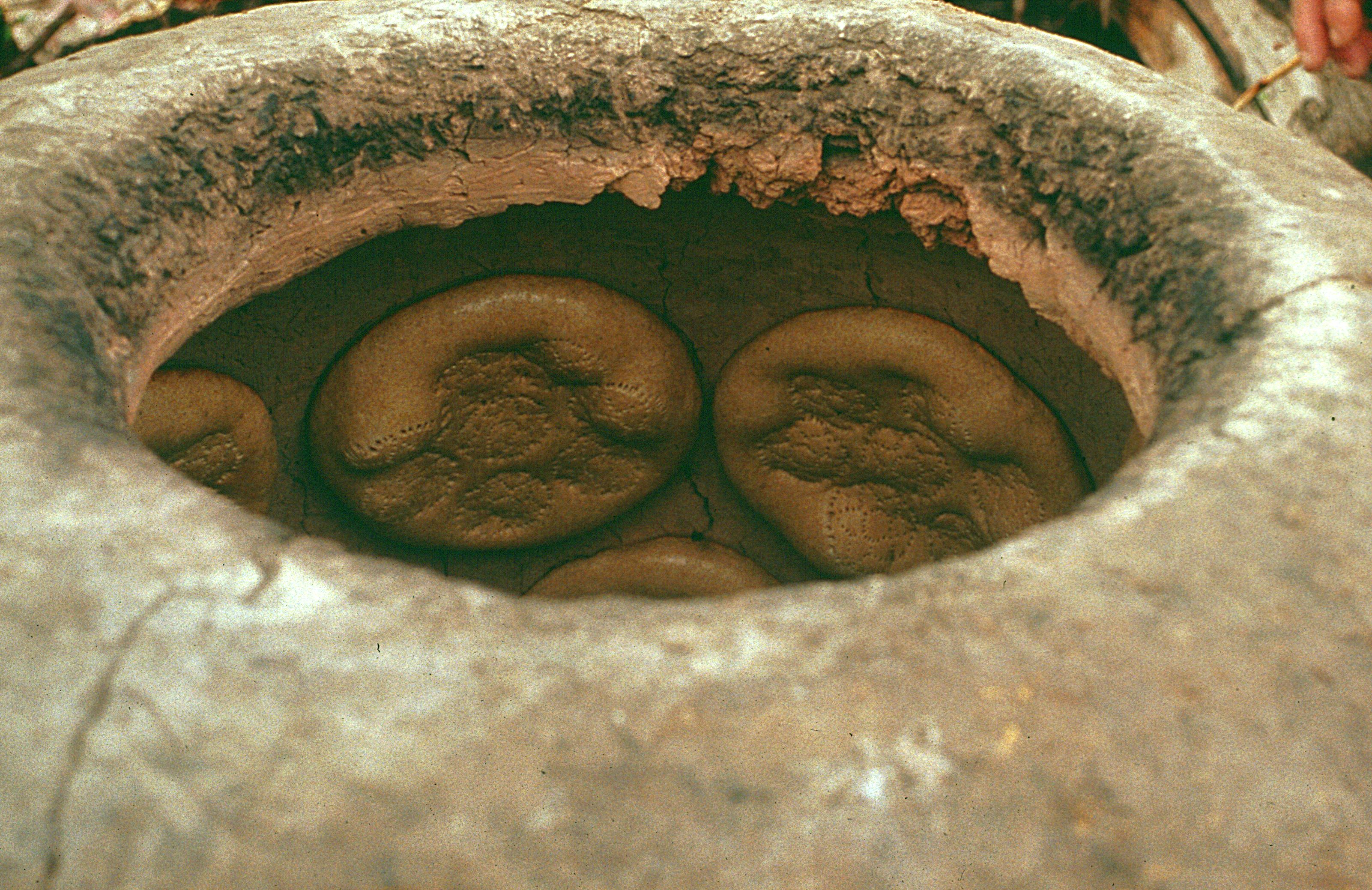
Lepioszki w turkmeńskim tandoorze.

## Zakres pojęcia – podobne rodzaje pieczywa
Rosyjska lepioszka w szerszym znaczeniu obejmuje różne typy płaskiego chleba (ang. flatbread) w formie cieńszego lub grubszego placka. Słowa naan, nan (нан), non (нон) oznaczają po prostu chleb. Podobne do lepioszki lub tożsame z nią rodzaje pieczywa występują w wielu kuchniach świata, np.:
- kuchnia indyjska: ćapati, naan, paratha, roti
- kuchnia irlandzka: farl – podpłomyk sodowy
- kuchnia meksykańska: tortilla
- kuchnia ormiańska: lawasz
- kuchnia polska: podpłomyk, proziaki, fajerczak, cebularz (lubelska)

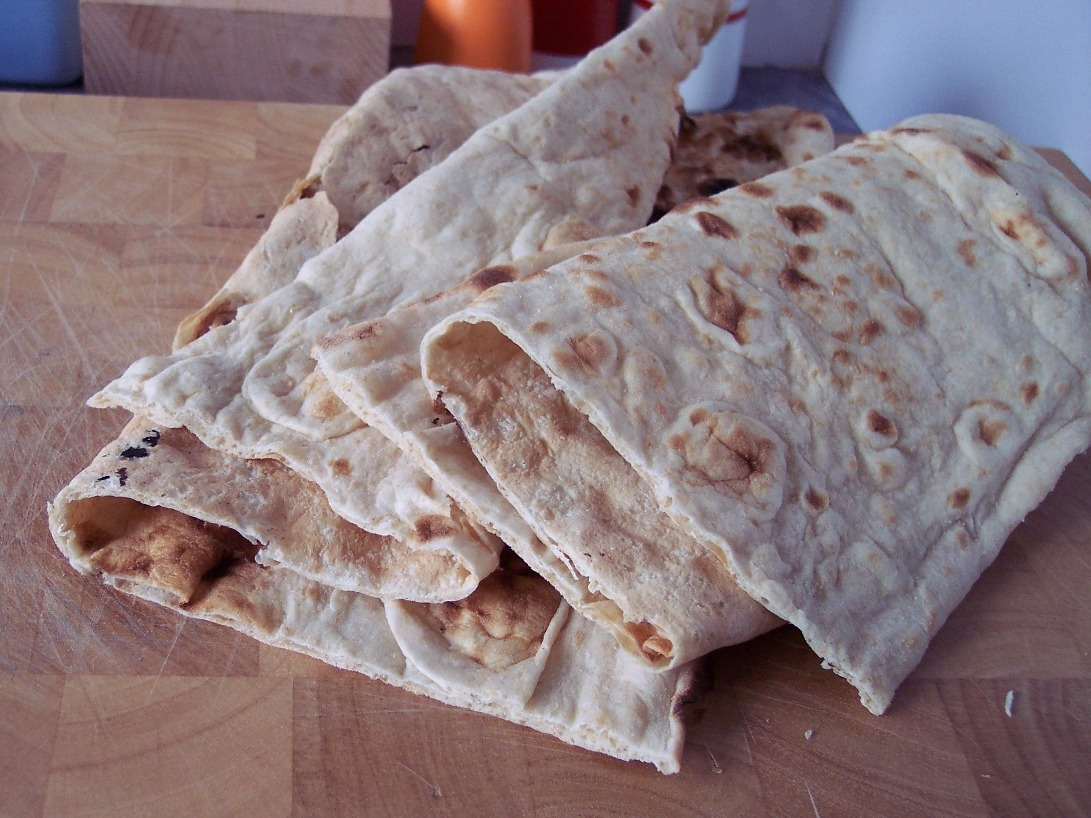
„Chleb afgański” Nân-i Afğânī.

- kuchnia włoska: focaccia
- kuchnia żydowska: maca